# Општина Браставацу (Олт)
Браставацу (рум. Brastavăţu) општина је у Румунији у округу Олт.
Oпштина се налази на надморској висини од 85 m.